# Synoicum sphinctorum
Synoicum sphinctorum är en sjöpungsart som beskrevs av Kott 2006. Synoicum sphinctorum ingår i släktet Synoicum och familjen klumpsjöpungar. Inga underarter finns listade i Catalogue of Life.